# جمعه بازار (تاجیکستان)
جمعه بازار (تاجیکستان) (به لاتین: Dzhumabazar) یک منطقهٔ مسکونی در تاجیکستان است که در ولایت سغد واقع شده‌است.